# Pokal evropskih prvakov 1980/81 (hokej na ledu)
Pokal evropskih prvakov 1980/81 je šestnajsta sezona hokejskega pokala, ki je potekal med 9. oktobrom in 9. avgustom. Naslov evropskega pokalnega zmagovalca je osvojil klub CSKA Moskva.

## Tekme

### Prvi krog
| 1. klub           | Rezultat   | 2. klub               |
| ----------------- | ---------- | --------------------- |
| Flyers Heerenveen | 12:1, 11:2 | Levski-Spartak Sofija |
| Vojens IK         | 3:10, 2:11 | Zaglebie Sosnowiec    |
| Dynamo Berlin     | 13:4, 10:2 | HC Steaua Bucureşti   |
| EC KAC            | 2:3, 1:4   | HC Gardena            |
| CHH Txuri Urdin   | 2:2, 2:10  | ASG Tours             |

### Drugi krog
| 1. klub            | Rezultat | 2. klub               |
| ------------------ | -------- | --------------------- |
| Flyers Heerenveen  | 5:6, 5:3 | EHC Arosa             |
| Zaglebie Sosnowiec | 6:3, 1:6 | Dynamo Berlin         |
| HC Gardena         | 1:1, 3:8 | HK Olimpija Ljubljana |
| ASG Tours          | 5:6, 2:9 | Mannheimer ERC        |

### Tretji krog
| 1. klub               | Rezultat  | 2. klub      |
| --------------------- | --------- | ------------ |
| HK Olimpija Ljubljana | 2:5, 2:12 | Poldi Kladno |
| Dynamo Berlin         | 2:3, 3:6  | HIFK         |
| Mannheimer ERC        | 3:6, 4:5  | Brynäs IF    |
| Flyers Heerenveen     | 0:11, 1:9 | CSKA Moskva  |

### Finalna skupina
| 1. klub      | Rezultat | 2. klub      |
| ------------ | -------- | ------------ |
| HIFK         | 5:4      | Poldi Kladno |
| CSKA Moskva  | 10:1     | Brynäs IF    |
| CSKA Moskva  | 6:0      | HIFK         |
| Poldi Kladno | 4:2      | Brynäs IF    |
| HIFK         | 3:3      | Brynäs IF    |
| CSKA Moskva  | 12:2     | Poldi Kladno |

#### Lestvica
| Poz | Klub         | Točke |
| 1   | CSKA Moskva  | 6     |
| 2   | HIFK         | 3     |
| 3   | Poldi Kladno | 2     |
| 4   | Brynäs IF    | 1     |